# Aphanogmus microneurus
Aphanogmus microneurus är en stekelart som beskrevs av Jean-Jacques Kieffer 1907. Aphanogmus microneurus ingår i släktet Aphanogmus och familjen pysslingsteklar. Arten är reproducerande i Sverige. Inga underarter finns listade i Catalogue of Life.